# Eflani
Eflani là một huyện thuộc tỉnh Karabük, Thổ Nhĩ Kỳ. Huyện có diện tích 587 km² và dân số thời điểm năm 2007 là 9592 người, mật độ 16 người/km².